# Lepilemur septentrionalis
Lepilemur septentrionalis, lémur saltador de Sahafary, es una especie de mamífero primate de la familia Lepilemuridae. Como todos los lémures es endémico de la isla de Madagascar y se distribuye al norte de la isla en la región de Sahafary.
Es un lémur pequeño, de 18 a 19 cm de cuerpo y 25 de cola. Pesa entre 600 y 750 gramos. De color marrón grisáceo por el dorso y gris por el vientre. A menudo posee una línea media oscura desde la nuca hasta la mitad de la espalda. La cola se oscurece hacia el extremo distal. Las orejas son menos prominentes que las de otros lémures saltadores, pero sobresalen del pelaje.
Se encuentra en los bosques secos caducifolios y bosques galería. Tiene hábitos arbóreos y nocturnos, y se alimenta de hojas.
Su estatus en la Lista Roja de la UICN se incluye en la categoría de «en peligro crítico». Es una de las especies con menor rango de distribución y menos protegida. Sus amenazas principales son la destrucción del hábitat para el cultivo de eucaliptos, madera para leña y carbón vegetal, y la caza furtiva para carne. No se conoce el número de individuos de esta especie, pero se estima que puedan quedar entre 100 y 150. Su área de distribución se solapa con ninguna zona protegida, aunque se sospecha que la población de la Reserva de Montagne des Français pueda pertenecer a esta especie, lo que sería una gran mejora en su conservación.